# Parambahan (Lamposi Tigo Nagari)
Parambahan is een bestuurslaag in het regentschap Payakumbuh van de provincie West-Sumatra, Indonesië. Parambahan telt 1028 inwoners (volkstelling 2010).